# Catarina (Masaya)
Catarina est une municipalité nicaraguayenne du département de Masaya au Nicaragua.